# Duinen Den Helder - Callantsoog
Das Fauna-Flora-Habitat-Gebiet Den Helder - Callantsoog liegt auf dem Gebiet der Gemeinden Den Helder und Schagen in der Provinz Noord-Holland an der niederländischen Westküste. Das 6,5 km² große Schutzgebiet gehört zum europäischen Schutzgebietsnetz Natura 2000. Es umfasst die Dünenlandschaft zwischen Den Helder und Callantsoog.
Das FFH-Gebiet grenzt im Süden unmittelbar an das Natura-2000-Gebiet Zwanenwater & Pettemerduinen. Das Natura-2000-Gebiet Noordzeekustzone umfasst die vorgelagerte Küstenzone und ist nur durch einen schmalen Strandbereich vom FFH-Gebiet getrennt.
Das Gebiet wurde im Jahr 1996 als FFH-Gebiet vorgeschlagen. 2004 erfolgte die Bestätigung als Gebiet gemeinschaftlicher Bedeutung (SCI) und 2013 die Ausweisung als Besonderes Erhaltungsgebiet (SAC).

## Schutzzweck

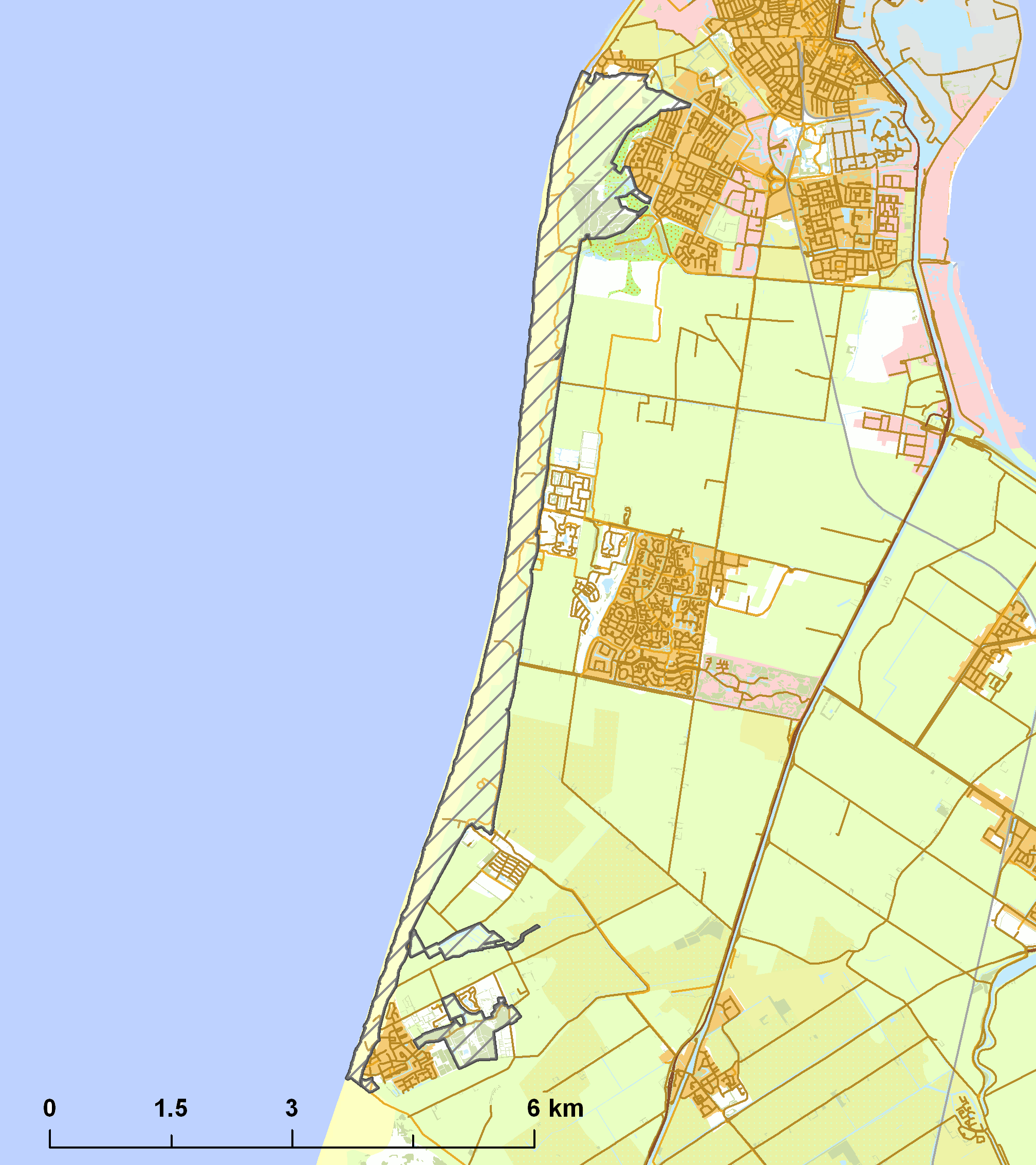
Karte des Schutzgebiets (schraffiert)

### Lebensraumtypen
Folgende Lebensraumtypen nach Anhang I der FFH-Richtlinie kommen im Gebiet vor; prioritäre Lebensraumtypen sind mit * gekennzeichnet:
| EU Code | * | Lebensraumtyp (offizielle Bezeichnung)                                                             | Fläche (ha) |
| ------- | - | -------------------------------------------------------------------------------------------------- | ----------- |
| 2110    |   | Primärdünen                                                                                        | 26,3        |
| 2120    |   | Weißdünen mit Strandhafer Ammophila arenaria                                                       | 199         |
| 2130    | * | Festliegende Küstendünen mit krautiger Vegetation (Graudünen)                                      | 178         |
| 2140    | * | Entkalkte Dünen mit Empetrum nigrum                                                                | 30          |
| 2150    | * | Festliegende entkalkte Dünen der atlantischen Zone (Calluno-Ulicetea)                              | 2,2         |
| 2160    |   | Dünen mit Hippophaë rhamnoides                                                                     | 2,6         |
| 2170    |   | Dünen mit Salix repens ssp. argentea (Salicion arenariae)                                          | 4,4         |
| 2180    |   | Bewaldete Dünen der atlantischen, kontinentalen und borealen Region                                | 26,6        |
| 2190    |   | Feuchte Dünentäler                                                                                 | 14,2        |
| 6230    | * | Artenreiche montane Borstgrasrasen (und submontan auf dem europäischen Festland) auf Silikatböden  | 0,05        |
| 6410    |   | Pfeifengraswiesen auf kalkreichem Boden, torfigen und tonig-schluffigen Böden (Molinion caeruleae) | 0,4         |
| 7210    | * | Kalkreiche Niedermoore mit Cladium mariscus und Arten von Caricion davallianae                     | 0.01        |